# كورت فون هيس
كورت فون هيس هو مصارع محترف كندي، ولد في 10 أبريل 1942 في هاميلتون في كندا، وتوفي بنفس المكان في 13 مارس 1999.

## وصلات خارجية
- كورت فون هس على موقع WrestlingData.com (الإنجليزية)
- كورت فون هس على موقع CageMatch worker (الإنجليزية)
- كورت فون هس على موقع عالم المصارعة على الإنترنت (الإنجليزية)
- كورت فون هس على موقع عالم المصارعة على الإنترنت (الإنجليزية)